# Bezzia filiductus
Bezzia filiductus är en tvåvingeart som beskrevs av Gustavo R. Spinelli 1991. Bezzia filiductus ingår i släktet Bezzia och familjen svidknott.
Artens utbredningsområde är Colombia. Inga underarter finns listade i Catalogue of Life.